# Mountains (1966)
Mountains (Originaltitel: Mestizo) ist ein 1966 entstandener Italowestern aus spanischer Produktion. Der von Julio Buchs inszenierte Film hatte seine deutsche Erstaufführung 1987 auf Video. Der italienische Titel, oftmals als Originaltitel geführt, lautet Django non perdona.

## Handlung
Kanada, 1866. Trapper Peter Lembrock, ein Halbblut, lässt sich als Führer für die Royal Canadian Mounted Police anwerben, um so den Verantwortlichen für die Vergewaltigung seiner Schwester ausfindig machen zu können, die sich wegen dieser Schande anschließend erhängte. Indianer und Mestizen bekämpfen unter Louis Riel gemeinsam die Truppen der Regierung; in einem Fort finden Lembrock und sein Partner Leutnant Lex dessen Verlobte Helen vor, die sich in Peter verliebt. Auf Seiten der Rebellen kämpft auch eine Frau, die ähnliche Gefühle für ihn hegt. Ein vom verantwortlichen Offizier Lecomte arrangiertes Komplott bringt Lembrock wegen Hochverrats hinter Gittern. Ein von den Rebellen geführter Angriff gegen das Fort rettet ihn, woraufhin er sich diesen anschließt. Der Vergewaltiger findet seine gerechte Strafe; Lembrock seine große Liebe.

## Kritik
Das Lexikon des internationalen Films bezeichnet den Film als „historisierend“.

## Bemerkungen
Eine italienische Beteiligung an diesem Western ist, entgegen der Behauptung mancher Quellen, nicht feststellbar.
Für einige Auswertungen, so die italienische, wurde der Filmheld in Django umgetauft und etliche englische Pseudonyme statt der tatsächlichen Darstellernamen geführt.